# Rhododendron trancongii
Rhododendron trancongii är en ljungväxtart som beskrevs av Graham Charles George Argent och Rushforth. Rhododendron trancongii ingår i släktet rododendron, och familjen ljungväxter. Inga underarter finns listade i Catalogue of Life.